# Badara Diatta
Badara Diatta (Ziguinchor, 1969. február 8. –) szenegáli nemzetközi labdarúgó-játékvezető.

## Pályafutása

### Nemzeti játékvezetés
Pályafutása során hazája legfelső szintű labdarúgó-bajnokságának játékvezetője lett.

### Nemzetközi játékvezetés
A Szenegáli labdarúgó-szövetség Játékvezető Bizottsága (JB) terjesztette 1999-ben fel nemzetközi játékvezetőnek a Nemzetközi Labdarúgó-szövetség (FIFA) bíróinak keretébe. Több válogatott és nemzetközi klubmérkőzést vezetett.

#### Világbajnokság
A világbajnoki döntőhöz vezető úton Németországba a XVIII., a 2006-os labdarúgó-világbajnokságra  a FIFA JB bíróként alkalmazta. 2008-ban a FIFA bejelentette, hogy a Dél-Afrikai rendezésű, a XIX., a 2010-es labdarúgó-világbajnokság lehetséges játékvezetők átmeneti listájára jelölte. Selejtező mérkőzéseket az Afrika (CAF) zónában koordinált. 2012-ben a FIFA JB bejelentette, hogy a brazil labdarúgó-világbajnokság lehetséges játékvezetőinek átmeneti listájára jelölte.

##### 2006-os labdarúgó-világbajnokság
| Időpont           | Helyszín                        | Mérkőzés típusa           | Mérkőzés         | Eredmény | Nézők száma |
| ----------------- | ------------------------------- | ------------------------- | ---------------- | -------- | ----------- |
| 2004. június 20.  | Baba Yara Stadion, Kumasi       | előselejtező (2. csoport) | Ghána–Dél-Afrika | 3 : 0    | 32 000      |
| 2005. március 27. | Ahmadou Ahidjo Stadion, Yaoundé | előselejtező (3. csoport) | Kamerun–Szudán   | 2 : 1    | 30 000      |
| 2005. június 18.  | Nemzeti Stadion, Nairobi        | előselejtező (5. csoport) | Kenya–Marokkó    | 0 : 0    | 50 000      |

##### 2010-es labdarúgó-világbajnokság
| Időpont              | Helyszín                        | Mérkőzés típusa            | Mérkőzés                   | Eredmény | Nézők száma |
| -------------------- | ------------------------------- | -------------------------- | -------------------------- | -------- | ----------- |
| 2008. május 31.      | Központi Stadion, Casablanca    | előselejtező (8. csoport)  | Marokkó–Etiópia            | 3 : 0    | 5 000       |
| 2008. június 14.     | Nemzeti Stadion, Nairobi        | előselejtező (2. csoport)  | Kenya–Zimbabwe             | 2 : 0    | 27 500      |
| 2008. június 22.     | Nemzetközi Stadion, Kairó       | előselejtező (12. csoport) | Egyiptom–Malawi            | 2 : 0    | 20 000      |
| 2008. szeptember 10. | Military Academy Stadion, Kairó | előselejtező (10. csoport) | Csád–Szudán                | 1 : 3    | 10 000      |
| 2008. október 11.    | November 7. Stadion, Rades      | előselejtező (9. csoport)  | Tunézia–Seychelle-szigetek | 5 : 0    | 10 000      |
| 2009. március 28.    | Mohamed V Stadion, Casablanca   | előselejtező (A. csoport)  | Marokkó–Gabon              | 1 : 2    | 38 000      |
| 2009. október 11.    | November 7. Stadion, Radès      | előselejtező (B. csoport)  | Tunézia–Kenya              | 1 : 0    | 50 000      |
| 2009. november 15.   | Baba Yara Stadion, Kumasi       | előselejtező (D. csoport)  | Ghána–Mali                 | 2 : 2    | 39 000      |

#### Afrika Kupa
Egyiptomba a 25., a 2006-os afrikai nemzetek kupáját, Ghánába a 26., a 2008-as afrikai nemzetek kupáját, Angolába a 27., a 2010-es afrikai nemzetek kupáját és Egyenlítői-Guineába és Gabonba a 28., a 2012-es afrikai nemzetek kupáját rendezték, ahol a CAF JB bírói szolgálatra alkalmazta.

##### 2006-os afrikai nemzetek kupája
| Időpont          | Helyszín                        | Mérkőzés típusa        | Mérkőzés                               | Eredmény |
| ---------------- | ------------------------------- | ---------------------- | -------------------------------------- | -------- |
| 2006. január 25. | Katonai-Akadémia Stadion, Kairó | selejtező (B. csoport) | Angola–Kongói Demokratikus Köztársaság | 0 : 0    |

##### 2008-as afrikai nemzetek kupája
| Időpont          | Helyszín                  | Mérkőzés típusa        | Mérkőzés      | Eredmény | Nézők száma |
| ---------------- | ------------------------- | ---------------------- | ------------- | -------- | ----------- |
| 2008. január 22. | Baba Yara Stadion, Kumasi | selejtező (C. csoport) | Szudán–Zambia | 0 : 3    | 35 000      |

##### 2010-es afrikai nemzetek kupája
| Időpont          | Helyszín                             | Mérkőzés típusa        | Mérkőzés        | Eredmény | Nézők száma |
| ---------------- | ------------------------------------ | ---------------------- | --------------- | -------- | ----------- |
| 2010. január 11. | Cidade Universitária Stadion, Luanda | selejtező (A. csoport) | Malawi–Algéria  | 3 : 0    | 1 000       |
| 2010. január 30. | Sr. da Graça Stadion, Benguela       | bronztalálkozó         | Nigéria–Algéria | 1 : 0    | 15 000      |

##### 2012-es afrikai nemzetek kupája
| Időpont             | Helyszín                       | Mérkőzés típusa           | Mérkőzés                   | Eredmény |
| ------------------- | ------------------------------ | ------------------------- | -------------------------- | -------- |
| 2010. július 1.     | El Menzah Stadion, Tunisz      | előselejtező (K. csoport) | Tunézia–Botswana           | 0 : 1    |
| 2010. szeptember 5. | Nemzetközi Stadion, Kairó      | előselejtező (G. csoport) | Egyiptom–Sierra Leone      | 1 : 1    |
| 2010. október 10.   | Kasarani Stadion, Nairobi      | előselejtező (J. csoport) | Kenya–Uganda               | 0 : 0    |
| 2011. március 28.   | Március 26. Stadion, Bamako    | előselejtező (C. csoport) | Líbia–Comore-szigetek      | 3 : 0    |
| 2011. június 5.     | Nemzeti Stadion, Gaborone      | előselejtező (K. csoport) | Botswana–Malawi            | 0 : 0    |
| 2011. szeptember 3. | Március 26. Stadion, Bamako    | előselejtező (A. csoport) | Mali–Zöld-foki Köztársaság | 3 : 0    |
| 2012. január 24.    | Városi Stadion, Franceville    | selejtező (D. csoport)    | Ghána–Botswana             | 1 : 0    |
| 2012. február 12.   | d'Angondjé Stadion, Libreville | döntő                     | Zambia–Elefántcsontpart    | 0 : 0    |

#### Olimpia
A 2008. évi nyári olimpiai játékok labdarúgó tornáján a FIFA JB bíróként alkalmazta.
| Időpont            | Helyszín                   | Mérkőzés típusa        | Mérkőzés      | Eredmény | Nézők száma |
| ------------------ | -------------------------- | ---------------------- | ------------- | -------- | ----------- |
| 2008. augusztus 7. | Olimpiai Stadion, Tiencsin | selejtező (B. csoport) | Japán–Amerika | 0 : 1    | 57 102      |

#### Nemzetközi kupamérkőzések
Vezetett Kupa-döntők száma: 1

##### CAF szövetségi kupa
| Időpont           | Helyszín            | Mérkőzés típusa | Mérkőzés                     | Eredmény | Nézők száma |
| ----------------- | ------------------- | --------------- | ---------------------------- | -------- | ----------- |
| 2011. december 4. | Városi Stadion, Fès | döntő           | Maghreb de Fès–Club Africain | 1 : 0    | 45 000      |